# 10799 Yucatán
10799 Yucatán là một tiểu hành tinh vành đai chính với chu kỳ quỹ đạo là 1409.8548778 ngày (3.86 năm).
Nó được phát hiện ngày 26 tháng 7 năm 1992.